# Rally Príncipe de Asturias de 1982
El Rally Príncipe de Asturias de 1982, oficialmente 19.º Rally Príncipe de Asturias, fue la decimonovena edición, la 35 cita de la temporada 1982 del Campeonato de Europa de Rally y la vigésima de la temporada 1982 del Campeonato de España de Rally. Se celebró del 11 al 12 de septiembre.

## Clasificación final
| Pos. | Piloto               | Copiloto          | Automóvil             | Tiempo  | Diferencia |
| ---- | -------------------- | ----------------- | --------------------- | ------- | ---------- |
| 1.   | Antonio Zanini       | Víctor Sabater    | Talbot Sunbeam Lotus  | 2:51:00 | 0.0        |
| 2.   | Beny Fernández       | José Luis Sala    | Porsche 911 SC        | 2:53:45 | +2:45      |
| 3.   | Mariano Lacasa       | Jaime Balañá      | Opel Ascona 400       | 2:59:07 | +8:07      |
| 4.   | José Pipo Couret     | Silvia Meléndez   | Ford Fiesta MK1 1600S | 3:04:26 | +13:26     |
| 5.   | Ricardo Muñoz        | Ramón Mínguez     | Citroën Visa Trophée  | 3:05:24 | +14:24     |
| 6.   | «Monchu»             | «Leo»             | SEAT 124-1800         | 3:06:08 | +15:08     |
| 7.   | Alberto Hevia Granda | Paulino Villa     | Opel Ascona B 2.0 SR  | 3:07:48 | +16:48     |
| 8.   | «Daniel»             | Luis Mula         | Citroën Visa Trophée  | 3:11:40 | +20:40     |
| 9.   | «Fredy»              | Valentín          | Ford Fiesta XR2 Mk1   | 3:13:43 | +22:43     |
| 10.  | José Bernardo Pino   | José Luis Escotet | Ford Fiesta XR2 Mk1   | 3:14:59 | +23:59     |